# Amanita farinosa
Amanita farinosa là một loài nấm độc Bắc Mỹ trong chi Amanita.

## Phân loại
Các nghiên cứu phân tử gần đây cho thấy rằng Amanita farinosa là thành viên trong phân nhóm Amanita có quan hệ gần gũi với Amanita muscaria, A. gemmata và A. roseotincta.

## Hình ảnh

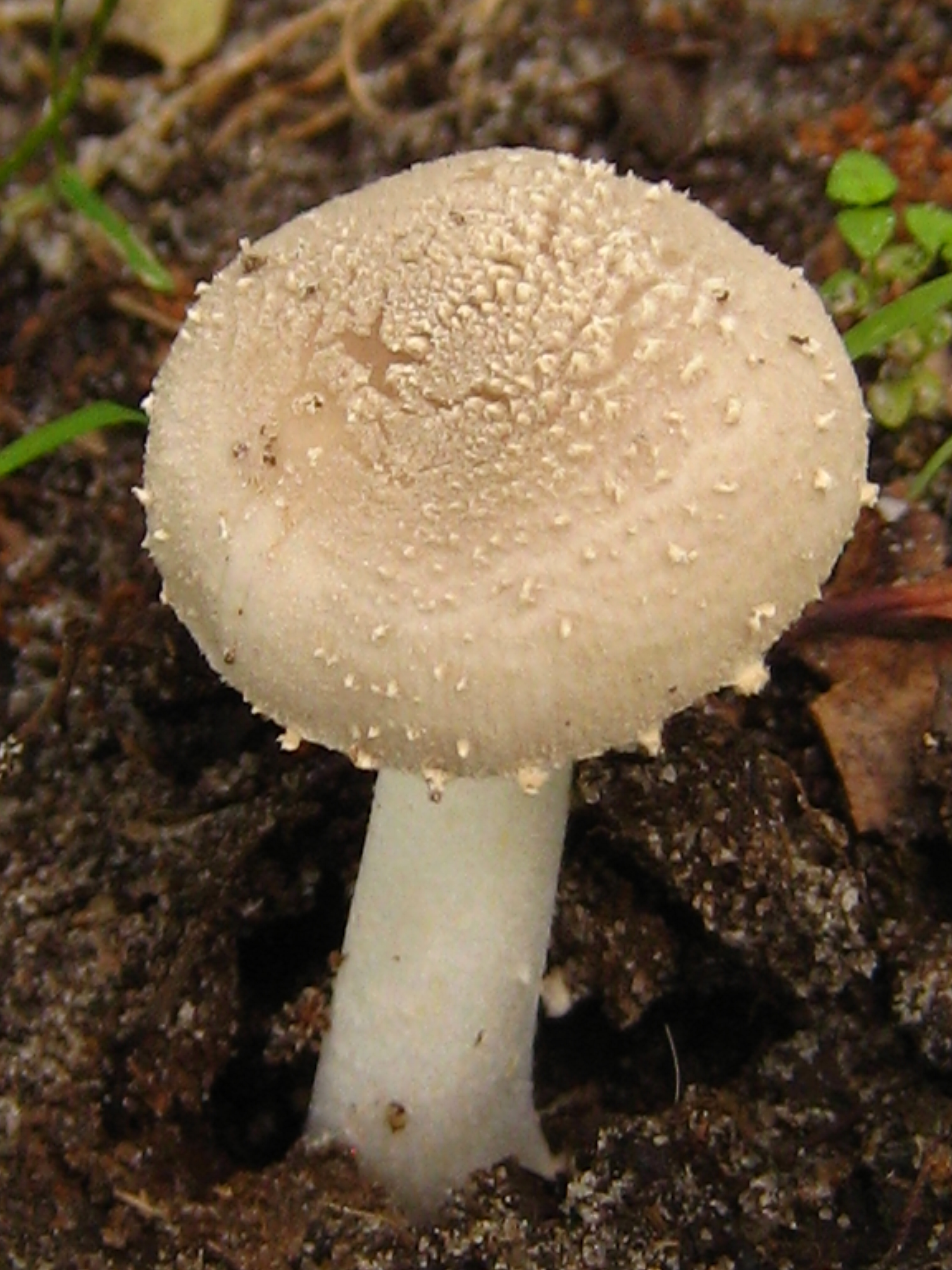